# Löcknitz
Löcknitz es un municipio situado en el distrito de Pomerania Occidental-Greifswald, en el estado federado de Mecklemburgo-Pomerania Occidental (Alemania), a una altitud de 34 metros. Su población a finales de 2016 era de 3000 habs. y su densidad poblacional, 140 hab/km².
Se encuentra ubicado junto a la frontera con el estado de Brandeburgo.